# Arachidamia
Arachidamia, levde 241 f.Kr., var en spartansk prinsessa, drottning och befälhavare, gift med Eudamidas I.
Hon utmärkte sig då hon deltog i försvaret som kapten för en trupp kvinnliga soldater under Pyrrhus belägring av Sparta 280 f.Kr. 
Hon och hennes dotter var de två rikaste kvinnorna i Sparta. Hon stödde sin dottersons radikala ekonomiska reformprogram efter hans tronbestigning 244, och medverkade tillsammans med sin dotter genom att skänka sin egen förmögenhet till reformprogrammet.  När hennes dotterson störtades 241 blev både hon och hennes dotter avrättade.
Barn
1. Archidamus IV
2. Agesistrata